# Bruno Banducci
Bruno Banducci (Capannori, 11 novembre 1921 – Sonoma, 15 settembre 1985) è stato un giocatore di football americano italiano che ha militato nel ruolo di defensive lineman nella National Football League (NFL).

## Carriera
Banducci iniziò a giocare al college con la Stanford University. Nel Draft NFL 1943 fu scelto nel corso del sesto giro (42º assoluto) dai Philadelphia Eagles. Successivamente giocò anche per i San Francisco 49ers.
Dopo il ritiro, insegnò matematica alla Marin Catholic High School di Kentfield in California e alla Sonoma Valley High School di Sonoma sempre in California.

## Palmarès
- Convocazioni al Pro Bowl: 1

1954
- First-team All-Pro: 5
- Formazione ideale della NFL degli anni 1940